# Federalne Terytorium Stołeczne
Federalne Terytorium Stołeczne – terytorium w centralnej części Nigerii.
Federalne Terytorium Stołeczne sąsiaduje ze stanami Nassarawa, Niger, Kaduna i Kogi. Powstał w 1976 roku, po wydzieleniu jego obszaru ze stanów Nassarawa, Niger i Kogi. Jego stolicą jest Abudża – stolica Nigerii.
Terytorium zajmuje powierzchnię blisko 8 tys. km² i jest zamieszkane przez około 2 miliony ludzi. Dzieli się na sześć mniejszych okręgów administracyjnych: Stołeczny (Municipal), Abaji, Gwagwalada, Kuye, Bwari i Kwali.